# Grande Prêmio de Singapura de 2011
O Grande Prêmio de Singapura é a décima quarta corrida da temporada de 2011 da Fórmula 1.

## Classificação
| #                        | Nº | Piloto             | Equipe               | Q1       | Q2       | Q3       | voltas |
| ------------------------ | -- | ------------------ | -------------------- | -------- | -------- | -------- | ------ |
| 1                        | 1  | Sebastian Vettel   | RBR-Renault          | 1:46.397 | 1:44.931 | 1:44.381 | 12     |
| 2                        | 2  | Mark Webber        | RBR-Renault          | 1:47.332 | 1:45.651 | 1:44.732 | 14     |
| 3                        | 4  | Jenson Button      | McLaren-Mercedes     | 1:46.956 | 1:45.472 | 1:44.804 | 14     |
| 4                        | 3  | Lewis Hamilton     | McLaren-Mercedes     | 1:47.014 | 1:46.829 | 1:44.809 | 12     |
| 5                        | 5  | Fernando Alonso    | Ferrari              | 1:47.054 | 1:45.779 | 1:44.874 | 13     |
| 6                        | 6  | Felipe Massa       | Ferrari              | 1:47.945 | 1:45.955 | 1:45.800 | 14     |
| 7                        | 8  | Nico Rosberg       | Mercedes             | 1:47.688 | 1:46.405 | 1:46.013 | 11     |
| 8                        | 7  | Michael Schumacher | Mercedes             | 1:48.819 | 1:46.013 |          | 11     |
| 9                        | 14 | Adrian Sutil       | Force India-Mercedes | 1:47.952 | 1:47.093 |          | 14     |
| 10                       | 15 | Paul di Resta      | Force India-Mercedes | 1:48.022 | 1:47.486 |          | 14     |
| 11                       | 17 | Sergio Perez       | Sauber-Ferrari       | 1:47.717 | 1:47.616 |          | 13     |
| 12                       | 11 | Rubens Barrichello | Williams-Cosworth    | 1:48.061 | 1:48.082 |          | 14     |
| 13                       | 12 | Pastor Maldonado   | Williams-Cosworth    | 1:49.710 | 1:48.270 |          | 16     |
| 14                       | 18 | Sébastien Buemi    | STR-Ferrari          | 1:48.753 | 1:48.634 |          | 11     |
| 15                       | 9  | Bruno Senna        | Renault              | 1:48.861 | 1:48.662 |          | 13     |
| 16                       | 19 | Jaime Alguersuari  | STR-Ferrari          | 1:49.588 | 1:49.862 |          | 10     |
| 17                       | 16 | Kamui Kobayashi    | Sauber-Ferrari       | 1:48.054 |          |          | 8      |
| 18                       | 10 | Vitaly Petrov      | Renault              | 1:49.835 |          |          | 8      |
| 19                       | 20 | Heikki Kovalainen  | Lotus-Renault        | 1:50.948 |          |          | 6      |
| 20                       | 21 | Jarno Trulli       | Lotus-Renault        | 1:51.012 |          |          | 6      |
| 21                       | 24 | Timo Glock         | Virgin-Cosworth      | 1:52.154 |          |          | 7      |
| 22                       | 25 | Jerome d'Ambrosio  | Virgin-Cosworth      | 1:52.363 |          |          | 6      |
| 23                       | 22 | Daniel Ricciardo   | HRT-Cosworth         | 1:52.404 |          |          | 6      |
| 24                       | 23 | Vitantonio Liuzzi  | HRT-Cosworth         | 1:52.810 |          |          | 6      |
| Tempo dos 107%: 1:53.844 |    |                    |                      |          |          |          |        |

## Corrida
| #   | Nº | Piloto             | Equipe               | Voltas | Tempo       | Grid | Pontos |
| 1   | 1  | Sebastian Vettel   | RBR-Renault          | 61     | 1:59:06.757 | 1    | 25     |
| 2   | 4  | Jenson Button      | McLaren-Mercedes     | 61     | +1.7s       | 3    | 18     |
| 3   | 2  | Mark Webber        | RBR-Renault          | 61     | +29.2s      | 2    | 15     |
| 4   | 5  | Fernando Alonso    | Ferrari              | 61     | +55.4s      | 5    | 12     |
| 5   | 3  | Lewis Hamilton     | McLaren-Mercedes     | 61     | +67.7s      | 4    | 10     |
| 6   | 15 | Paul di Resta      | Force India-Mercedes | 61     | +111.067s   | 10   | 8      |
| 7   | 8  | Nico Rosberg       | Mercedes             | 60     | +1 volta    | 7    | 6      |
| 8   | 14 | Adrian Sutil       | Force India-Mercedes | 60     | +1 volta    | 9    | 4      |
| 9   | 6  | Felipe Massa       | Ferrari              | 60     | +1 volta    | 6    | 2      |
| 10  | 17 | Sergio Perez       | Sauber-Ferrari       | 60     | +1 volta    | 11   | 1      |
| 11  | 12 | Pastor Maldonado   | Williams-Cosworth    | 60     | +1 volta    | 13   |        |
| 12  | 18 | Sébastien Buemi    | STR-Ferrari          | 60     | +1 volta    | 14   |        |
| 13  | 11 | Rubens Barrichello | Williams-Cosworth    | 60     | +1 volta    | 12   |        |
| 14  | 16 | Kamui Kobayashi    | Sauber-Ferrari       | 59     | +2 voltas   | 17   |        |
| 15  | 9  | Bruno Senna        | Renault              | 59     | +2 voltas   | 15   |        |
| 16  | 20 | Heikki Kovalainen  | Lotus-Renault        | 59     | +2 voltas   | 19   |        |
| 17  | 10 | Vitaly Petrov      | Renault              | 59     | +2 voltas   | 18   |        |
| 18  | 25 | Jerome d'Ambrosio  | Virgin-Cosworth      | 59     | +2 voltas   | 22   |        |
| 19  | 22 | Daniel Ricciardo   | HRT-Cosworth         | 57     | +4 voltas   | 23   |        |
| 20  | 23 | Vitantonio Liuzzi  | HRT-Cosworth         | 57     | +4 voltas   | 24   |        |
| 21  | 19 | Jaime Alguersuari  | STR-Ferrari          | 56     | Acidente    | 16   |        |
| Ret | 21 | Jarno Trulli       | Lotus-Renault        | 47     | Câmbio      | 20   |        |
| Ret | 7  | Michael Schumacher | Mercedes             | 28     | Acidente    | 8    |        |
| Ret | 24 | Timo Glock         | Virgin-Cosworth      | 9      | Acidente    | 21   |        |

## Tabela do campeonato após a corrida
Observe que somente as cinco primeiras posições estão incluídas na tabela.
| Pos | Var     | Piloto           | Pontos |
| --- | ------- | ---------------- | ------ |
| 1   | Estável | Sebastian Vettel | 309    |
| 2   | 1       | Jenson Button    | 185    |
| 3   | 1       | Fernando Alonso  | 184    |
| 4   | Estável | Mark Webber      | 182    |
| 5   | Estável | Lewis Hamilton   | 168    |

| Pos | Var     | Construtor       | Pontos |
| --- | ------- | ---------------- | ------ |
| 1   | Estável | Red Bull-Renault | 491    |
| 2   | Estável | McLaren-Mercedes | 353    |
| 3   | Estável | Ferrari          | 268    |
| 4   | Estável | Mercedes         | 114    |
| 5   | Estável | Renault          | 70     |